# Bethanien-Krankenhaus
Als Bethanien-Krankenhaus oder -Klinik werden verschiedene Einrichtungen evangelischer Kirchen bezeichnet. Abgeleitet wird der Name vom biblischen Ort Bethanien. In folgenden Orten sind oder waren Krankenhäuser des Namens zu finden:
- Chemnitz, siehe Zeisigwaldkliniken Bethanien Chemnitz
- Frankfurt am Main, siehe Bethanien-Krankenhaus (Frankfurt am Main)
- Gallneukirchen (Mutterhaus Bethanien), siehe Evangelisches Diakoniewerk Gallneukirchen
- Großweitzschen, siehe Fachkrankenhaus Bethanien Hochweitzschen
- Greifswald (Krankenhaus Bethanien), siehe Johanna-Odebrecht-Stiftung
- Heidelberg, siehe Agaplesion Bethanien Krankenhaus Heidelberg
- Iserlohn, Agaplesion Evangelisches Krankenhaus Bethanien
- Moers, siehe Krankenhaus Bethanien Moers
- Plauen, siehe Krankenhaus Bethanien Plauen
- Solingen, siehe Krankenhaus Bethanien (Solingen)
- Zürich, Privatklinik Bethanien

ehemalig
- Berlin, Krankenhaus Bethanien von 1845 bis 1970; heute ein Künstlerhaus, siehe: Bethanien (Berlin)
- Breslau, Diakonissenkrankenhaus Bethanien zu Breslau
- Dortmund, Krankenhaus Bethanien Dortmund-Hörde (1869–2015); heute die Ortho Klinik Dortmund
- Hamburg, Krankenhaus Bethanien, 1879 als Evangelisch-Methodistisches Schwesternheim Bethanien gegründet, 1893 Neubau des Krankenhauses in der Martinistraße in Hamburg-Eppendorf. Ging 2011 im Agaplesion Diakonieklinikum Hamburg auf
- Leipzig, Bethanien-Krankenhaus (1937–1994), heute Ambulantes Reha-Zentrum St. Elisabeth
- Liegnitz, Diakonissenkrankenhaus Bethanien
- Schweidnitz, Krankenhaus Bethanien
- Stettin, Krankenhaus unter diesem Namen von 1869 bis 1945; danach verschiedentlich genutzt, siehe: Diakonissen- und Krankenhaus Bethanien